# پاتریک آلیول
پاتریک آلیول یک هندشناس و لغت‌شناس است. پژوهش‌های او در زمینه زبان سانسکریت اند و بر ریاضت‌طلبی و درمه متمرکزند. آلیول از سال ۱۹۹۱ استاد سانسکریت و ادیان هندی در دانشکده مطالعات آسیایی دانشگاه تگزاس در آستین بوده‌است..
آلیول متولد سری‌لانکا است .